# ليو لوروا
ليو لوروا (بالفرنسية: Léo Leroy)‏ هو لاعب كرة قدم فرنسي في مركز الوسط، ولد في 24 فبراير 2000 في مارسيليا في فرنسا. لعب مع نادي شاتورو.

## وصلات خارجية
- ليو لوروا على موقع قاعدة بيانات كرة القدم.إي يو (الإنجليزية)
- ليو لوروا على موقع ليكيب (الفرنسية)
- ليو لوروا على موقع Soccerbase.com (لاعب) (الإنجليزية)
- ليو لوروا على موقع Soccerway.com (الإنجليزية)
- ليو لوروا على موقع AS.com (الإسبانية)